# Internationaal filmfestival van Berlijn 2017
Het 67ste Internationaal filmfestival van Berlijn was een internationaal filmfestival dat plaatsvond in Berlijn van 9 tot 19 februari 2017.
De openingsfilm van het filmfestival op 9 februari was Django van Étienne Comar.

## Competitie

### Jury
De internationale jury bestond uit:
| Naam | Naam                            | Beroep                       | Nationaliteit       |
| ---- | ------------------------------- | ---------------------------- | ------------------- |
|      | Paul Verhoeven (juryvoorzitter) | Regisseur, scenarioschrijver | Nederland           |
|      | Dora Bouchoucha Fourati         | Producente                   | Tunesië             |
|      | Olafur Eliasson                 | Kunstenaar                   | Denemarken- IJsland |
|      | Maggie Gyllenhaal               | Actrice                      | Verenigde Staten    |
|      | Julia Jentsch                   | Actrice                      | Duitsland           |
|      | Diego Luna                      | Acteur, regisseur            | Mexico              |
|      | Wang Quan'an                    | Regisseur, scenarioschrijver | China               |

### Deelnemers
Volgende films deden mee aan de competitie:
| Film                                                    | Regisseur          | Land                                          | Prijs                                                             |
| ------------------------------------------------------- | ------------------ | --------------------------------------------- | ----------------------------------------------------------------- |
| Ana, mon amour                                          | Călin Peter Netzer | Roemenië - Frankrijk                          | Zilveren Beer voor de beste artistieke bijdrage (Dana Bunescu)    |
| Bamui haebyun-eoseo honja (On the Beach at Night Alone) | Hong Sang-soo      | Zuid-Korea                                    | Zilveren Beer voor beste actrice (Kim Min-hee)                    |
| Beuys                                                   | Andres Veiel       | Duitsland                                     |                                                                   |
| Colo                                                    | Teresa Villaverde  | Portugal - Frankrijk                          |                                                                   |
| The Dinner                                              | Oren Moverman      | Verenigde Staten                              |                                                                   |
| Django (openingsfilm)                                   | Étienne Comar      | Frankrijk                                     |                                                                   |
| Félicité                                                | Alain Gomis        | Frankrijk - Senegal                           | Zilveren Beer (Prijs van de jury)                                 |
| Hao ji le (Have a Nice Day)                             | Liu Jian           | China                                         |                                                                   |
| Helle Nächte (Bright Nights)                            | Thomas Arslan      | Duitsland - Noorwegen                         | Zilveren Beer voor beste acteur (Georg Friedrich)                 |
| Joaquim                                                 | Marcelo Gomes      | Brazilië - Portugal                           |                                                                   |
| Mr.Long                                                 | Sabu               | Japan - Duitsland - Hongkong - China - Taiwan |                                                                   |
| Testről és lélekről (On Body and Soul)                  | Ildikó Enyedi      | Hongarije                                     | Gouden Beer                                                       |
| Toivon tuolla puolen (The Other Side of Hope)           | Aki Kaurismäki     | Finland                                       | Zilveren Beer voor beste regie (Aki Kaurismäki)                   |
| The Party                                               | Sally Potter       | Verenigd Koninkrijk                           |                                                                   |
| Return to Montauk                                       | Volker Schlöndorff | Duitsland - Frankrijk - Ierland               |                                                                   |
| Pokot (Spoor)                                           | Agnieszka Holland  | Polen – Tsjechië - Zweden - Duitsland         | Alfred Bauerprijs                                                 |
| Una mujer fantástica                                    | Sebastián Lelio    | Chili                                         | Zilveren Beer voor beste scenario (Sebastián Lelio, Gonzalo Maza) |
| Wilde Maus (Wild Mouse)                                 | Josef Hader        | Oostenrijk                                    |                                                                   |

Buiten competitie:
| Film             | Regisseur          | Land                            |
| ---------------- | ------------------ | ------------------------------- |
| El bar           | Álex de la Iglesia | Spanje                          |
| Final Portrait   | Stanley Tucci      | Verenigd Koninkrijk - Frankrijk |
| Logan            | James Mangold      | Verenigde Staten                |
| Sage femme       | Martin Provost     | Frankrijk - België              |
| T2 Trainspotting | Danny Boyle        | Verenigd Koninkrijk             |
| Viceroy's House  | Gurinder Chadha    | India - Verenigd Koninkrijk     |

## Berlinale Special
De volgende films en televisieseries werden geselecteerd voor de Berlinale Special-sectie:
| Film                                           | Regisseur                                  | Land                           | Opmerking                                  |
| ---------------------------------------------- | ------------------------------------------ | ------------------------------ | ------------------------------------------ |
| Acht Stunden sind kein Tag                     | Rainer Werner Fassbinder                   | Bondsrepubliek Duitsland       | Vijfdelige televisieserie BRD 1972         |
| The Bomb                                       | Kevin Ford, Smriti Keshari, Eric Schlosser | Verenigde Staten               | Experimentele film met muziek van The Acid |
| La libertad del diablo                         | Everardo González                          | Mexico                         | Documentaire                               |
| La reina de España                             | Fernando Trueba                            | Spanje                         |                                            |
| Le jeune Karl Marx                             | Raoul Peck                                 | Frankrijk - Duitsland - België |                                            |
| The Lost City of Z                             | James Gray                                 | Verenigde Staten               |                                            |
| Masaryk                                        | Julius Sevcík                              | Tsjechië - Slowakije           |                                            |
| Nema-ye nazdik (Close Up)                      | Abbas Kiarostami                           | Iran                           | Gerestaureerde versie van film uit 1990    |
| The Trial: The State of Russia vs Oleg Sentsov | Askold Kurov                               | Tsjechië - Estland             | Documentaire 30 jaar Europese filmacademie |
| Últimos días en La Habana                      | Fernando Pérez                             | Cuba - Spanje                  |                                            |

## Prijzen
- Gouden Beer: Testről és lélekről (On Body and Soul) van Ildikó Enyedi
- Grote prijs van de jury (Zilveren Beer): Félicité van Alain Gomis
- Zilveren Beer voor beste regisseur: Aki Kaurismäki (Toivon tuolla puolen)
- Zilveren Beer voor beste acteur: Georg Friedrich (Bright Nights)
- Zilveren Beer voor beste actrice: Kim Min-hee (On the Beach at Night Alone)
- Zilveren Beer voor beste scenario: Sebastián Lelio en Gonzalo Maza (A Fantastic Woman)
- Zilveren Beer voor de beste artistieke bijdrage (van één persoon): Dana Bunescu (Ana, mon amour)
- Alfred Bauerprijs (voor een film die "nieuwe perspectieven toont" voor de filmkunst): Pokot van Agnieszka Holland